# Phú Lâm, Nghi Sơn
Phú Lâm là một xã thuộc thị xã Nghi Sơn, tỉnh Thanh Hóa, Việt Nam.

## Địa lý
Xã Phú Lâm nằm ở phía tây thị xã Nghi Sơn, có vị trí địa lý:
- Phía đông giáp phường Trúc Lâm
- Phía tây giáp huyện Như Thanh
- Phía nam giáp xã Tân Trường và xã Tùng Lâm
- Phía bắc giáp phường Nguyên Bình và xã Phú Sơn.

Xã Phú Lâm có diện tích 21,02 km², dân số năm 1999 là 3.406 người, mật độ dân số đạt 162 người/km².
Đây là địa phương có tuyến đường cao tốc Quốc lộ 45 – Nghi Sơn đang được xây dựng đi qua.

## Lịch sử
Xã Phú Lâm được thành lập vào ngày 15 tháng 3 năm 1973, khi đó thuộc huyện Tĩnh Gia.
Ngày 22 tháng 4 năm 2020, Ủy ban Thường vụ Quốc hội ban hành Nghị quyết số 933/NQ-UBTVQH14 thành lập thị xã Nghi Sơn trên cơ sở toàn bộ diện tích và dân số của huyện Tĩnh Gia. Xã Phú Lâm thuộc thị xã Nghi Sơn như hiện nay.
- Sát nhập thôn Thống Nhất và Thung Cối thành thôn Hợp Nhất (thôn 6).
- Sát nhập thôn Khe Dứa và thôn Thanh Cao thành thôn Thanh Tân (thôn 9).
Hiện tại xã Phú Lâm bao gồm 9 thôn.